# Bahnstrecke Appenweier–Strasbourg
| Bahnübergang in Kork |                                                                    |                                                      |                                                      |
| |                                                                    |                                                      |                                                      |
| Streckennummer (DB): | 4260 (Appenweier-Nord–Kehl Grenze) 4261 (App.-Muhrhaag–App. Kurve) |                                                      |                                                      |
| Streckennummer (SNCF): | 142 000 (Strasbourg Ville–Kehl Grenze)                             |                                                      |                                                      |
| Kursbuchstrecke (DB): | 719                                                                |                                                      |                                                      |
| Kursbuchstrecke (SNCF): | 104                                                                |                                                      |                                                      |
| Kursbuchstrecke: | 302e (Kehl – Appenweier 1946)                                      |                                                      |                                                      |
| Streckenlänge: | 22 km                                                              |                                                      |                                                      |
| Spurweite: | 1435 mm (Normalspur)                                               |                                                      |                                                      |
| Stromsystem: | (D) 15 kV 16,7 Hz ~ (F) 25 kV 50 Hz ~                              |                                                      |                                                      |
| Streckengeschwindigkeit: | 140 km/h                                                           |                                                      |                                                      |
| Zweigleisigkeit: | Appenweier Kurve–Strasbourg                                        |                                                      |                                                      |
| |                                                                    |                                                      |                                                      |
| \| \| \| von Paris Est \| \| \| \| \| von Wörth \| \| \| \| 0,0 \| Strasbourg Gare centrale \| Strasbourg Gare centrale \| \| \| \| nach Colmar und nach St-Dié \| \| \| \| \| Güterumgehungsbahn Strasbourg \| \| \| \| 3,1 \| Krimmeri-Meinau \| Krimmeri-Meinau \| \| \| 5,8 \| Neudorf \| Neudorf \| \| \| 7,2 \| Port-du-Rhin \| Port-du-Rhin \| \| \| \| \| \| \| \| 7,7 13,9 \| Rheinbrücke Kehl Staatsgrenze Frankreich–Deutschland \| Rheinbrücke Kehl Staatsgrenze Frankreich–Deutschland \| \| \| \| \| \| \| \| 13,5 \| Kehl \| Kehl \| \| \| \| MEG nach Lahr und Schwarzach (Meterspur) \| \| \| \| \| Kinzig \| \| \| \| \| MEG nach Schwarzach (Meterspur) \| \| \| \| 8,3 \| Kork \| Kork \| \| \| 5,1 \| Legelshurst \| Legelshurst \| \| \| \| Bundesautobahn 5 \| \| \| \| (1,2) (0,9) \| Appenweier Kurve (Abzw, ehem. Bk Neugraben) \| Appenweier Kurve (Abzw, ehem. Bk Neugraben) \| \| \| \| \| \| \| \| (0,0) \| Appenweier Nord (Abzw); von Mannheim \| Appenweier Nord (Abzw); von Mannheim \| \| \| \| von Bad Griesbach \| \| \| \| \| Appenweier \| \| \| \| 0,5 \| Appenweier Hp \| Appenweier Hp \| \| \| 0,0 \| Appenweier-Muhrhaag (Abzw) \| Appenweier-Muhrhaag (Abzw) \| \| \| \| nach Basel Bad Bf \| \| \| \| \| \| \| \| Quellen: [1][2] \| \| \| \| |                                                                    |                                                      |                                                      |
| |                                                                    | von Paris Est                                        |                                                      |
| Abzweig geradeaus und von links |                                                                    | von Wörth                                            | von Wörth                                            |
| Bahnhof | 0,0                                                                | Strasbourg Gare centrale                             | Strasbourg Gare centrale                             |
| Abzweig geradeaus und nach rechts |                                                                    | nach Colmar und nach St-Dié                          | nach Colmar und nach St-Dié                          |
| Abzweig geradeaus und von rechts |                                                                    | Güterumgehungsbahn Strasbourg                        | Güterumgehungsbahn Strasbourg                        |
| Haltepunkt / Haltestelle | 3,1                                                                | Krimmeri-Meinau                                      | Krimmeri-Meinau                                      |
| Dienststation / Betriebs- oder Güterbahnhof | 5,8                                                                | Neudorf                                              | Neudorf                                              |
| Dienststation / Betriebs- oder Güterbahnhof | 7,2                                                                | Port-du-Rhin                                         | Port-du-Rhin                                         |
| |                                                                    |                                                      |                                                      |
| Grenze auf Brücke über Wasserlauf | 7,7 13,9                                                           | Rheinbrücke Kehl Staatsgrenze Frankreich–Deutschland | Rheinbrücke Kehl Staatsgrenze Frankreich–Deutschland |
| |                                                                    |                                                      |                                                      |
| Bahnhof | 13,5                                                               | Kehl                                                 | Kehl                                                 |
| Abzweig geradeaus und ehemals nach rechts |                                                                    | MEG nach Lahr und Schwarzach (Meterspur)             | MEG nach Lahr und Schwarzach (Meterspur)             |
| Brücke über Wasserlauf |                                                                    | Kinzig                                               | Kinzig                                               |
| Kreuzung geradeaus oben (Querstrecke außer Betrieb) |                                                                    | MEG nach Schwarzach (Meterspur)                      | MEG nach Schwarzach (Meterspur)                      |
| Bahnhof | 8,3                                                                | Kork                                                 | Kork                                                 |
| Haltepunkt / Haltestelle | 5,1                                                                | Legelshurst                                          | Legelshurst                                          |
| Strecke mit Straßenbrücke |                                                                    | Bundesautobahn 5                                     | Bundesautobahn 5                                     |
| Blockstelle | (1,2) (0,9)                                                        | Appenweier Kurve (Abzw, ehem. Bk Neugraben)          | Appenweier Kurve (Abzw, ehem. Bk Neugraben)          |
| Verschwenkung nach links und nach rechts |                                                                    |                                                      |                                                      |
| Strecke · Abzweig nach links und von links | (0,0)                                                              | Appenweier Nord (Abzw); von Mannheim                 | Appenweier Nord (Abzw); von Mannheim                 |
| Strecke · Abzweig geradeaus und von links |                                                                    | von Bad Griesbach                                    | von Bad Griesbach                                    |
| Strecke · Bahnhof |                                                                    | Appenweier                                           | Appenweier                                           |
| Haltepunkt / Haltestelle · Strecke nach halbrechts | 0,5                                                                | Appenweier Hp                                        | Appenweier Hp                                        |
| Abzweig von halblinks und von halbrechts | 0,0                                                                | Appenweier-Muhrhaag (Abzw)                           | Appenweier-Muhrhaag (Abzw)                           |
| |                                                                    | nach Basel Bad Bf                                    |                                                      |
| |                                                                    |                                                      |                                                      |
| Quellen: |                                                                    |                                                      |                                                      |

Die Bahnstrecke Appenweier–Strasbourg – mitunter auch Europabahn genannt – ist die Hauptbahn, die den französischen TGV-Bahnhof Strasbourg mit der deutschen Rheintalbahn bzw. der Neu- und Ausbaustrecke Karlsruhe–Basel (zwischen Offenburg und Baden-Baden) verbindet. Die Strecke ist fast durchgängig zweigleisig und vollständig elektrifiziert.
Die Bahnstrecke ist heute eine der beiden Eisenbahnstrecken zwischen Baden-Württemberg und dem Elsass, auf der es regelmäßigen Zugverkehr gibt. Alle anderen Verbindungsstrecken sind stillgelegt. Lediglich über die Rheinbrücke bei Neuenburg in Südbaden findet vereinzelter Güter- sowie regelmäßiger Schienenpersonennahverkehr statt. Nahverkehrsbezogen wirkt sie als Anbindung von Kehl und der regionalen und Europahauptstadt Straßburg wie eine Zweig- oder Nebenstrecke der Nord-Süd-Bahn, stellt aber gleichzeitig ein entscheidendes, grenzüberschreitendes Bindeglied der europäischen Achse Paris–Budapest dar.

## Streckenverlauf

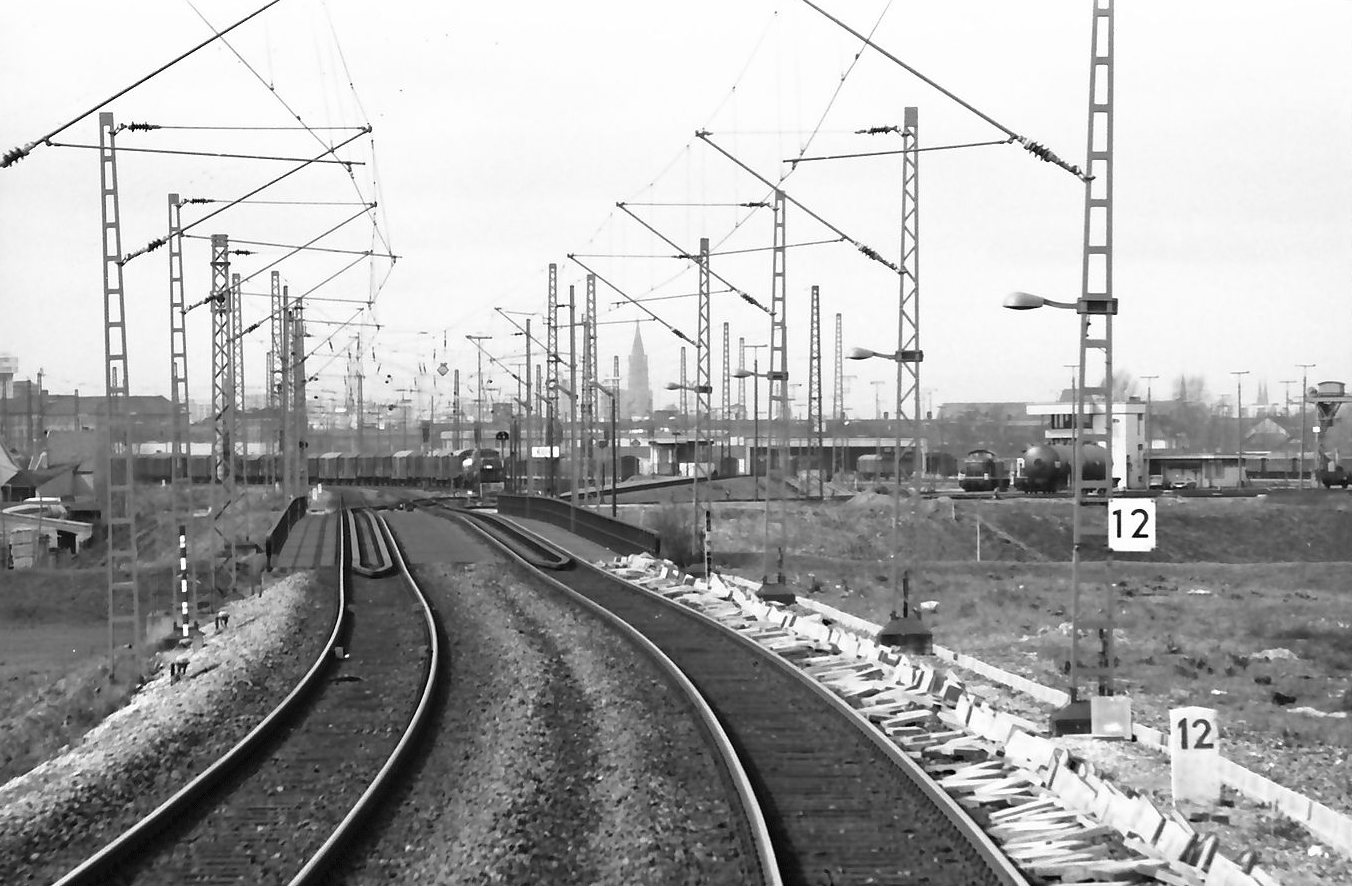
Strecke Einfahrt Kehl mit Straßburger Münster (März 1978)

Die Bahnstrecke verlässt die Rheintalbahn zwischen Offenburg und Baden-Baden nördlich bzw. südlich des Bahnhofs in Appenweier (früher nur südlich). Nach dem Bahnhof Kehl überquert die Strecke den Rhein und somit die deutsch-französische Grenze.

## Geschichte

### Streckenbau

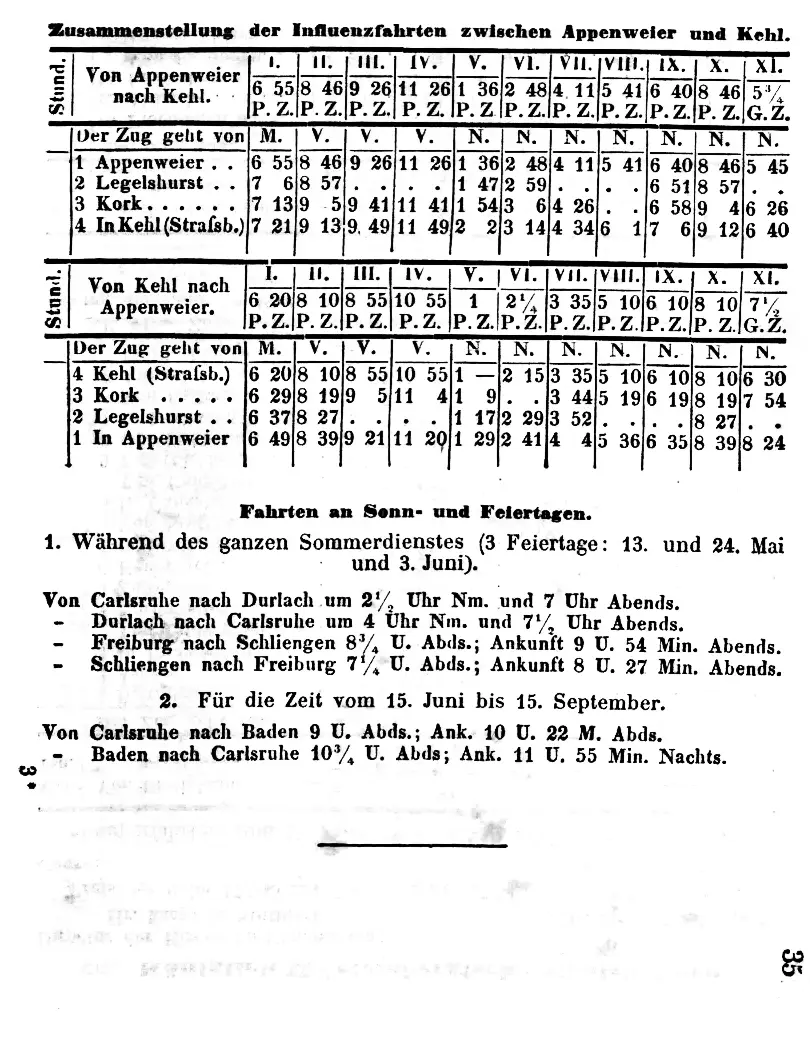
Zubringerfahrten 1847

Die Strecke von Appenweier zur französischen Grenze wurde 1861 von den Badischen Staatseisenbahnen gebaut. Die Rheintalbahn zwischen Offenburg und Baden-Baden war bereits 17 Jahre früher als Teil der Badischen Hauptbahn vollendet worden.

### POS Süd

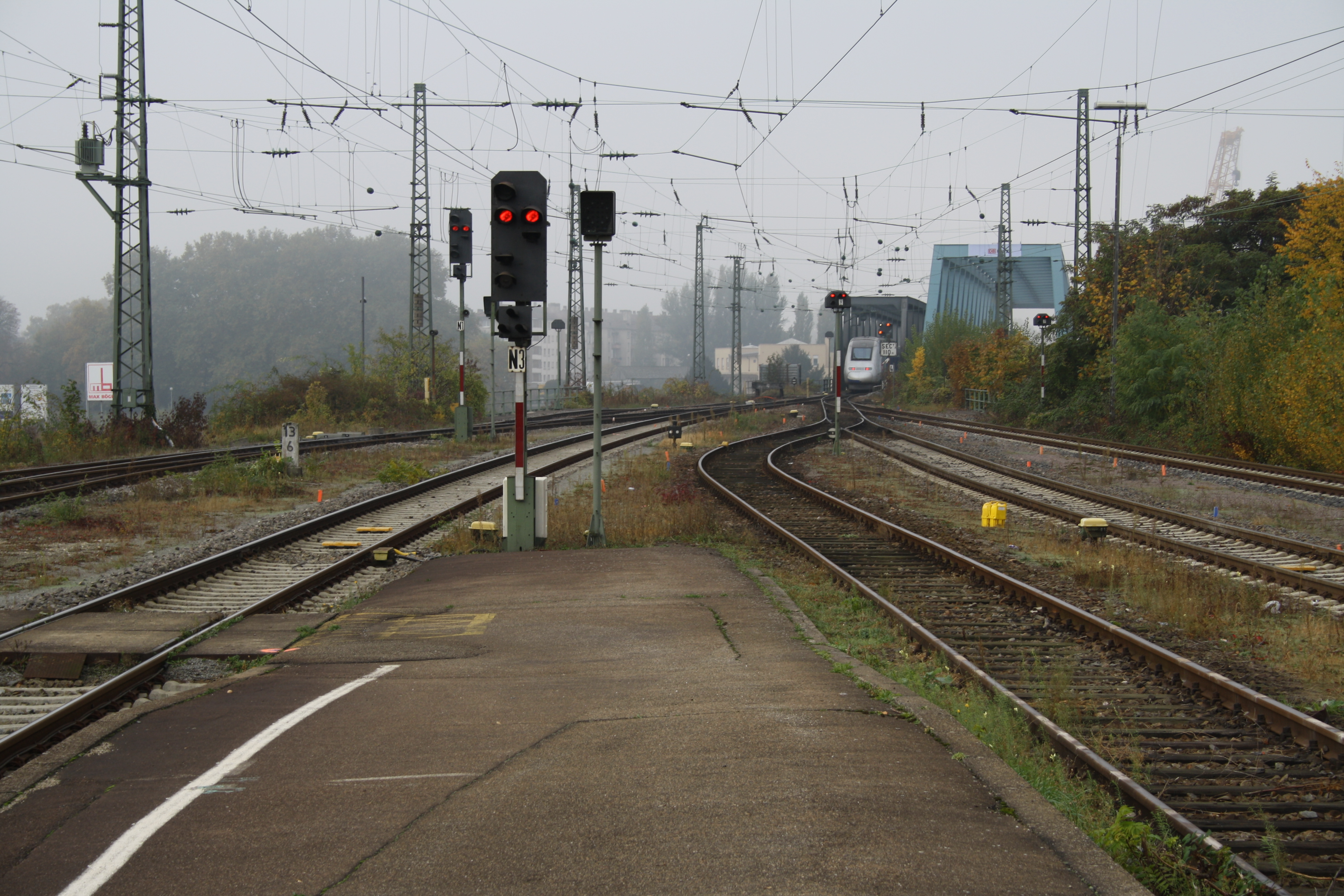
Westkopf des Bahnhofs Kehl mit TGV auf der alten Rheinbrücke (2009)

Am 22. Mai 1992 vereinbarten die Verkehrsminister Deutschlands und Frankreichs die Realisierung der Schnellbahnachse Paris – Ostfrankreich – Süddeutschland (POS). Unter der Bezeichnung POS Süd wird die Strecke zwischen Kehl und Appenweier als Zuführung zur LGV Est européenne für eine Höchstgeschwindigkeit von bis zu 160 km/h ertüchtigt. Sie ist Bestandteil der Magistrale für Europa (TEN-V Projekt 17).
Im Ergebnis der Bedarfsplanüberprüfung 2010 wurde die zwischen Kehl und der Einfädelung vorgesehene Ausbaugeschwindigkeit von 200 km/h auf 160 km/h auf der Strecke sowie 180 km/h auf der neuen Verbindungskurve herabgesetzt. Laut Angaben der Bundesregierung stelle dies „ein Kompromiss zwischen der Forderung einer möglichst großen Fahrzeitverkürzung und dem Erfordernis eines gesamtwirtschaftlich tragfähigen Maßnahmenzuschnitts dar“. Die Fahrzeit verlängere sich dadurch um „maximal eine Minute“.
Ende 1999 wurde bekannt, dass der Ausbau der Strecke erst 2010 beginnen werde. Die geplanten Gesamtkosten werden mit 300 Millionen Deutsche Mark angegeben.
Bund und Bahn schlossen am 16. Juli 2007 eine Leistungs- und Finanzierungsvereinbarung über eine erste Baustufe in Höhe von 51 Millionen Euro ab. Darin enthalten ist u. a. der zweigleisige Neubau der Kehler Rheinbrücke, die Errichtung eines elektronischen Stellwerkes in Kehl und die Ertüchtigung des Westkopfes des Bahnhofs Kehl für 160 km/h vorgesehen. Neben diesen rein durch den Bund finanzierten Maßnahmen arbeitet die DB Netz an der Beseitigung der noch verbliebenen höhengleichen Bahnübergänge. Aufgrund von Zeitverzögerungen kürzte die Europäische Union im Herbst 2010 die ursprünglich geplanten 27 Millionen Euro Mitteln um 3,5 Millionen Euro.
Die Rheinbrücke Kehl war bis 2010 nur mit 50 km/h befahrbar, der Bahnhof Kehl mit 100 km/h, der folgende 14 Kilometer lange Streckenabschnitt bis Appenweier weitgehend mit 140 km/h. Nachdem die Bauarbeiten an der Rheinbrücke beendet sind und die Geschwindigkeit für Durchfahrten in Kehl auf 160 km/h angehoben wurde, stehen nur noch die Beseitigung von zehn Bahnübergängen und weitere Maßnahmen aus, um die zulässige Höchstgeschwindigkeit auf 160 bis 200 km/h anzuheben. Nach Abschluss der Arbeiten soll sich die Reisezeit auf diesem Streckenabschnitt von heute neun auf sechs Minuten reduzieren. Für die Karlsruher Kurve, die Hochgeschwindigkeitseinfädelung der Strecke in die Rheintalbahn, wurde das Raumordnungsverfahren 1994 abgeschlossen. Ob und wann die Einfädelung realisiert wird, ist offen.
Das Projekt ist in fünf Planfeststellungsabschnitte (PFA) unterteilt: den Neubau der Rheinbrücke (PFA 1) bis zur Westseite des Bahnhofs Kehl, den Umbau der Ostseite des Bahnhofs Kehl (PFA 2), Linienverbesserungen im Bereich von Kork (PFA 3), dem Ausbau zwischen Kork und der Kreuzung mit der A 5 (PFA 4) sowie der sogenannten Karlsruher Kurve (PFA 5). Die Strecke soll zusätzlich zum Elektronischen Stellwerk mit ETCS Level 2 ausgerüstet werden. Ende 2007 lagen die geschätzten Gesamtkosten einschließlich der neuen Rheinbrücke Kehl bei 140 Millionen Euro. und Ende 2013 bei 173 Millionen Euro.
2019 sollte eine Leistungsvereinbarung über Entwurfs- und Genehmigungsplanung für den Ostkopf des Bahnhofs Kehl (einschließlich Kinzigbrücke und ETCS) abgeschlossen werden.
Im dritten Gutachterentwurf des Deutschlandtakts ist ein zweigleisiger Ausbau der Appenweier Kurve unterstellt, einschließlich eines zusätzlichen Güterzugüberholgleises, zusätzlich eine niveaufreie Anbindung in die badische Rheintalbahn. Dafür sind, zum Preisstand von 2015, Investitionen von 107 bzw. 82 Millionen Euro vorgesehen.

#### Alternative Führung über die Rheinbrücke bei Wintersdorf
Angesichts des Widerstands gegen den Ausbau der Appenweier Kurve mit einem Überwerfungsbauwerk wurde die Reaktivierung und der Ausbau des Wintersdorfer Rheinüberganges vorgeschlagen.

## Betrieb

TGV-Verkehr zwischen Frankreich und Süddeutschland

Die am 20. September 2006 fertiggestellte LGV Est européenne brachte zum Fahrplanwechsel am 10. Juni 2007 Änderungen für den Schienenpersonennah- und den -fernverkehr. Es befahren seitdem erstmals TGV-Züge die Strecke. Außerdem verbesserten sich die Nahverkehrsverbindungen von Offenburg nach Straßburg.

### Fernverkehr

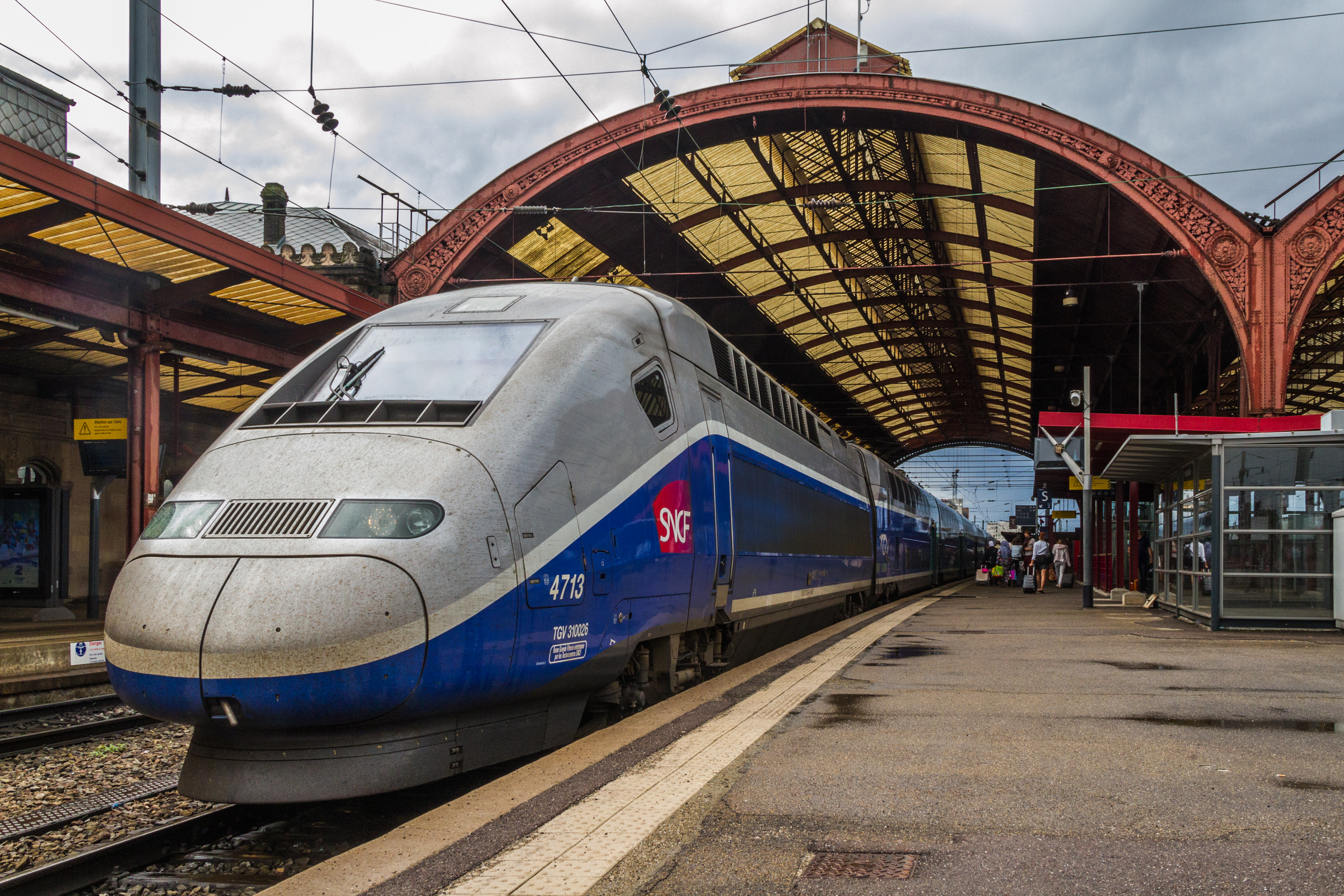
TGV im Bahnhof Strasbourg

#### Tagesverkehr
Die Fernzüge fahren von Straßburg über die „Appenweier Kurve“ auf die Fernbahnstrecke Richtung Norden nach Baden-Baden. Es verkehren täglich mehrere TGV- und ICE-Sprinter-Zugpaare (KBS 72), die auf deutscher Seite bis Mannheim, Frankfurt am Main, Stuttgart oder München und auf französischer Seite bis Paris Gare de l’Est bzw. einmal am Tag nach Marseille durchgebunden werden. Diese Züge halten nur in Straßburg, nicht jedoch in Kehl. Zusätzlich verkehrt morgens ein TGV von Freiburg im Breisgau über Offenburg und Straßburg bis Paris Gare de l’Est, der abends die Strecke in Gegenrichtung befährt. Bis Dezember 2013 verkehrte täglich ein Intercity-Zugpaar zwischen Straßburg und München Hauptbahnhof, das auch im Bahnhof Kehl hielt.

#### Nachtzugverkehr
Der EuroNight „Orient-Express“, welcher zuletzt Straßburg mit Wien Westbahnhof verband und ebenfalls Kehl bediente (KBS N26), wurde im Dezember 2009 aus dem Fahrplanangebot gestrichen. Seit Dezember 2021 betreibt die ÖBB zwischen Paris und Wien diese Verbindung als ÖBB Nightjet. Gekoppelt ist dieser mit einem ebenfalls im Dezember 2023 eingeführten ÖBB Nightjet zwischen Berlin und Paris. Von 2011 bis 2019 befuhr der EN 452/453 (Paris–Moskau) die Strecke mit Halt in Straßburg.

### Nahverkehr

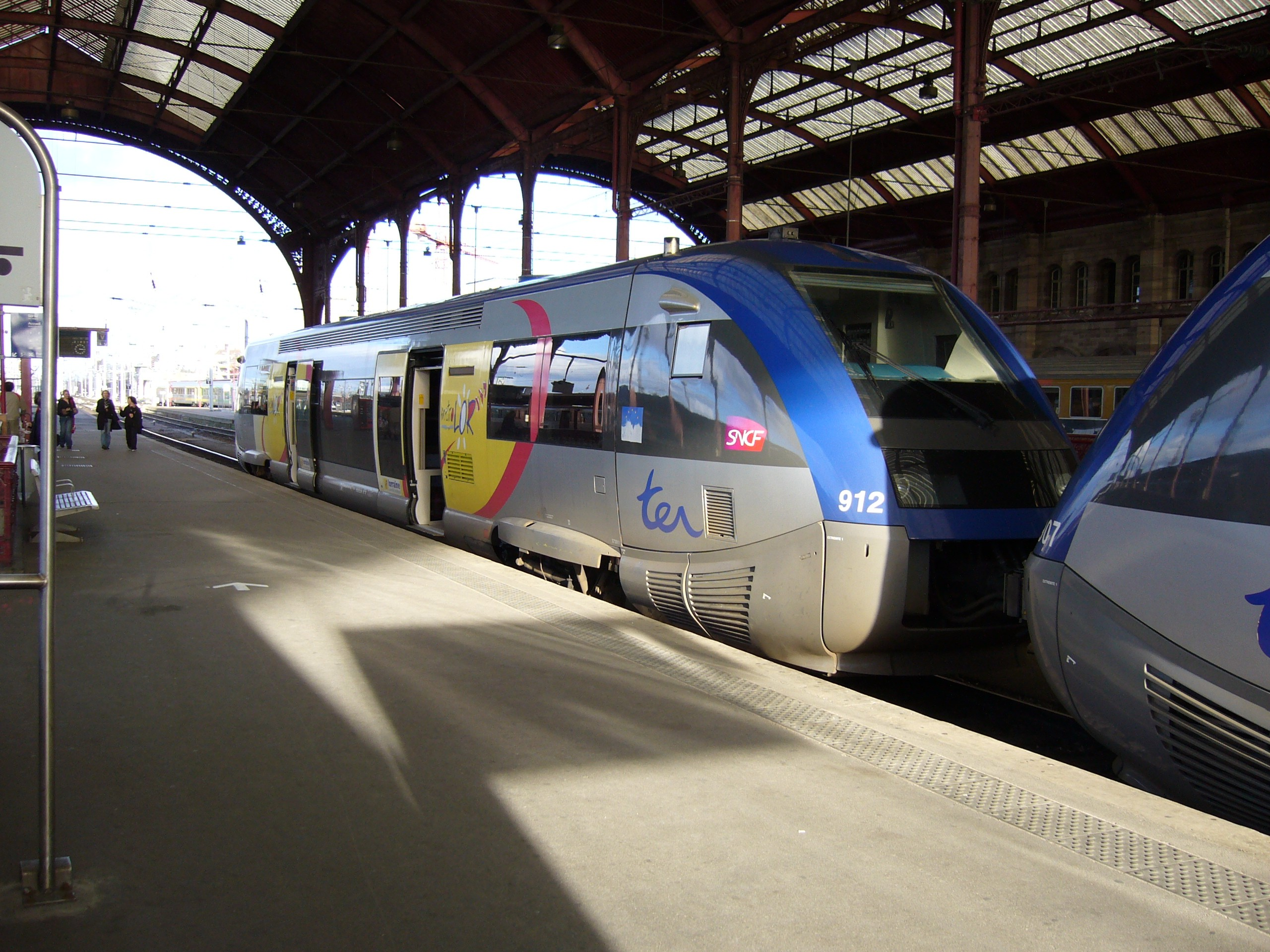
Regionalbahn der SNCF im Bahnhof Strasbourg nach Kehl und Offenburg

Neben dem internationalen Fernverkehr wird die Strecke auch von Nahverkehrszügen (KBS 719 unter der Bezeichnung „Europabahn“) befahren.
Seit der Inbetriebnahme der Hochgeschwindigkeitsstrecke zwischen Paris und Ostfrankreich am 10. Juni 2007 hat sich die SNCF bereit erklärt, eine erhebliche Verbesserung des Nahverkehrsangebots zwischen Offenburg und Straßburg zu finanzieren. Die deutsche Seite beteiligte sich über den kurzen Abschnitt zwischen Kehl und der Grenze in Brückenmitte daran.
Die meisten Züge, die früher nur bis Kehl verkehrten, werden seitdem bis nach Straßburg durchgebunden, was zu den Hauptverkehrszeiten an Werktagen einen Halbstundentakt zwischen Offenburg und Straßburg ergibt. Wochentags gibt es mit Stand 2023 täglich bis zu 24 Zugverbindungen über den Rhein in beide Richtungen, am Wochenende sind es bis zu 15 Verbindungen. Es besteht weiterhin mittags eine Taktlücke von zwei Stunden.
Der Zuglauf ist für die meisten Züge Offenburg–Straßburg. Von 2003 bis 2007 gab es auch durchgehende Nahverkehrsverbindungen von Offenburg über Straßburg nach Saarbrücken über französisches Staatsgebiet.

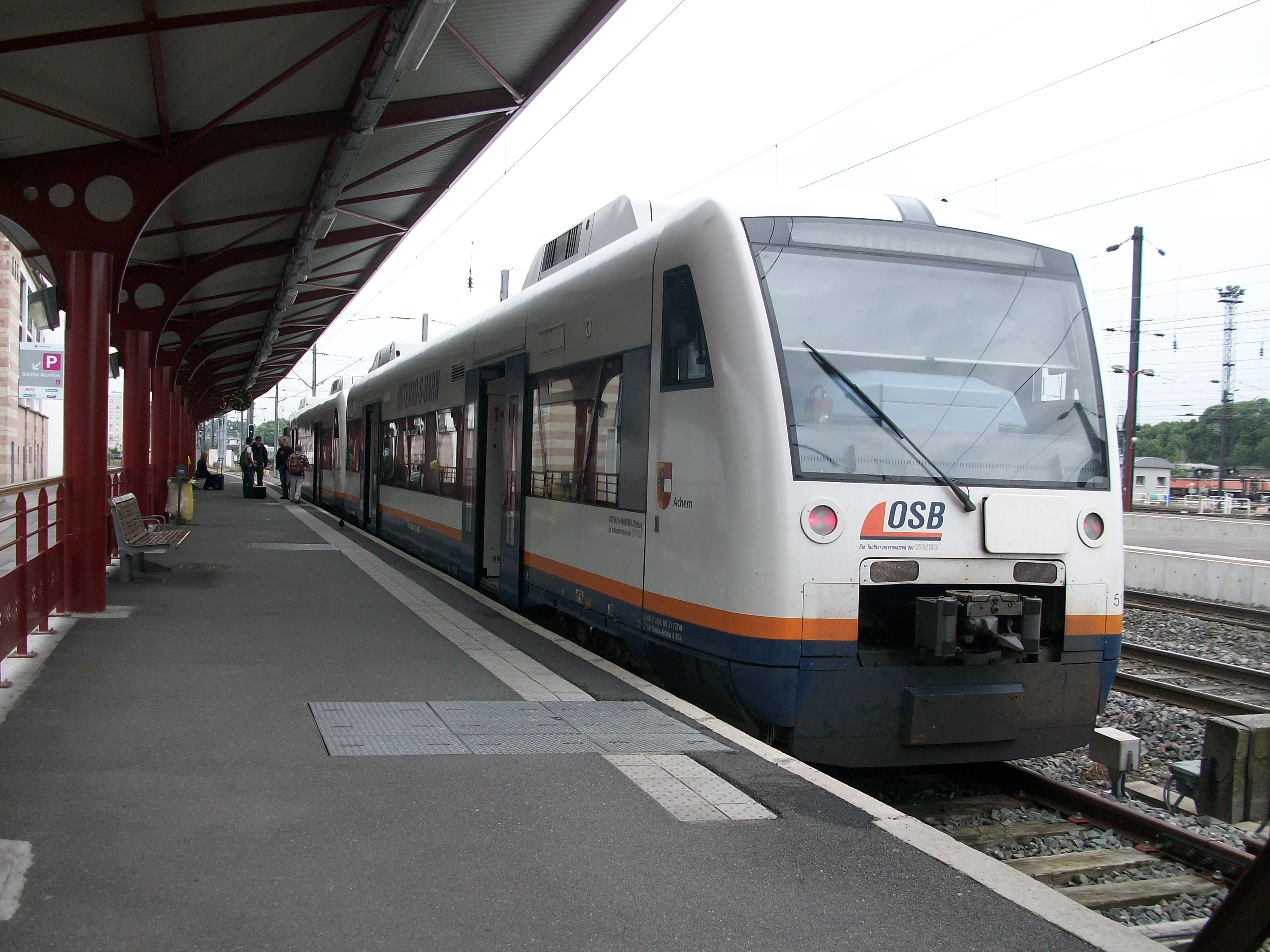
Regio-Shuttle RS1 der SWEG unter dem Namen Ortenau-S-Bahn auf dem Kopfgleis 25 im Bahnhof Strasbourg

Die Nahverkehrsleistungen werden von drei verschiedenen Eisenbahnverkehrsunternehmen erbracht: als Regionalbahn verkehren sowohl Züge der Deutschen Bahn AG als auch der SNCF. Diese werden mit den französischen Dieseltriebwagen X 73900 gefahren, die neben der französischen auch über die deutsche Sicherungstechnik verfügen. Neben den Regionalbahnen von SNCF und Deutscher Bahn verkehrt hauptsächlich die SWEG Südwestdeutsche Landesverkehrs-GmbH mit Regio-Shuttles.
Im Gegensatz zu den ebenfalls nach Frankreich führenden Strecken Neustadt–Wissembourg und Wörth–Lauterbourg gilt das Deutschlandticket auf der Strecke Appenweier–Strasbourg nicht auf französischen Streckenanteilen.